# Ene Franca Idoko
Ene Franca Idoko (Benue, 15 giugno 1985) è una velocista nigeriana.

## Palmarès
| Anno | Manifestazione      | Sede        | Evento      | Risultato        | Prestazione | Note                                     |
| ---- | ------------------- | ----------- | ----------- | ---------------- | ----------- | ---------------------------------------- |
| 2006 | Campionati africani | Bambous     | 4×100 m     | Argento          | 44"52       |                                          |
| 2007 | Giochi panafricani  | Algeri      | 100 m piani | 4ª               | 11"46       |                                          |
| 2007 | Giochi panafricani  | Algeri      | 4×100 m     | Argento          | 43"85       |                                          |
| 2007 | Mondiali            | Osaka       | 4×100 m     | Batteria         | 43"58       | Miglior prestazione personale stagionale |
| 2008 | Mondiali indoor     | Valencia    | 60 m piani  | 7ª               | 7"30        |                                          |
| 2008 | Campionati africani | Addis Abeba | 100 m piani | 4ª               | 11"47       |                                          |
| 2008 | Giochi olimpici     | Pechino     | 100 m piani | Quarti di finale | 11"66       |                                          |
| 2008 | Giochi olimpici     | Pechino     | 4×100 m     | Argento          | 43"04       | Miglior prestazione personale stagionale |